# Apeadero de Alpedrinha
El Apeadero de Alpedrinha es una plataforma de la Línea de la Beira Baixa, que sirve a la localidad de Alpedrinha, en el Distrito de Castelo Branco, en Portugal.

## Historia
El tramo donde este apeadero está situado, entre las Estaciones de Abrantes y Covilhã de la Línea de la Beira Baixa, fue abierto a la circulación el 6 de septiembre de 1891.